# Анджей Осипув
Анджей Леон Осипув (пол. Andrzej Leon Osipów; 31 березня 1953, Осечна) — польський залізничник і профспілковий діяч, учасник робітничих протестів 1970—1971 років, активіст руху Солідарність у 1980-ті роки. У ПНР зазнавав репресій, був політв'язнем. У Третій Речі Посполитій — менеджер залізничного транспорту, відомий громадський діяч.

## Учасник робітничих протестів
Народився у селянській сім'ї. З п'ятнадцяти років працював у Гданську на ремонтному заводі залізничного та міського транспорту, потім перейшов на підприємство залізничних робіт PRK-12. З ранньої юності дотримувався антикомуністичних переконань, був супротивником урядущої партії ПОРП.
У грудні 1970 року сімнадцятирічний Анджей Осипув приєднався до робітничих протестів на Балтійському узбережжі. Брав участь у страйку, демонстраціях, вуличних зіткненнях із міліцією.

## Діяч «Солідарності»
У серпні 1980 року Анджей Осипув очолив страйковий комітет на PRK-12. Представляв цю організацію у Міжзаводському страйковому комітеті на Гданській корабельні. Брав участь у виробленні вимог і переговорів з міністром комунікацій ПНР Мечиславом Зайфрідом. Був делегатом конференції Гданської Солідарності у липні 1981 року.
14 — 17 грудня 1981 року, після введення воєнного стану, Анджей Осипув очолював окупаційний страйк на PRK-12. Брав участь у зіткненнях із ЗОМО. У лютому 1982 року його заарештовано. Оскільки підприємство зазнало мілітаризації та робітники прирівнювалися до призваних на військову службу, Осипува віддали до рук військової юстиції.
9 квітня 1982 року військово-морський суд у Гдині засудив Анджея Осипува до чотирьох років ув'язнення та двох років позбавлення публічних прав. Перебував у в'язниці у Потулиці. 28 березня 1983 року його умовно звільнено постановою Держради ПНР з випробувальним строком на три роки. Підписати зобов'язання відмовитися від антидержавної діяльності Осипув відмовився.
Анджей Осипув перебував у підпільних структурах «Солідарності», був членом редколегії підпільного видання залізничників. Організовував демонстрації протесту, поширення підпільних видань, міжрегіональні зв'язки підпілля (Гданськ — Бидгощ), збирання коштів на допомогу репресованим і їхнім родинам. З 1985 до 1989 року перебував у розробці V департаменту (контроль над виробництвом) Гданського воєводського управління МВС.
У 1989 році Анджей Осипув виїхав до США. Повернувся до Польщі наступного року, коли режим ПОРП перестав існувати, ПНР перетворилася на Третю Річ Посполиту.

## Менеджер і громадський активіст
З 1991 року Анджей Осипув повернувся на роботу до PRK-12. Зайнявся легальною профспілковою діяльністю та транспортним менеджментом. У 2001 році закінчив факультет юриспруденції та адміністрування Університету Миколая Коперника.
Був головою «Солідарності» на своєму підприємстві, заступником голови залізничної секції всепольської «Солідарності». До 2001 року — директор PRK-12, у 2002 – 2006 роках — президент компанії PRK SA. У 2006 – 2009 роках — генеральний менеджер Швидкісної міської залізниці в Тримісті. У 2000 – 2014 роках — член наглядової ради Гданського порту. З 2017 року — президент компанії PKP Polskie Linie Kolejowe — дочірньої структури Польських державних залізниць, що відповідає за координацію руху поїздів й обслуговування залізничних колій.
У 2002 році Анджей Осипув балотувався до міської ради Гданська від ліберальної партії Громадянська платформа, але його не обрано. Згодом переорієнтувався на правоконсервативну партію Право та справедливість. У 2011—2019 роках обіймав посаду голови районної ради Оліви. Очолював громадянську Асоціацію гідності та об'єднання колишніх політв'язнів. З 2017 року Анджей Осипув — голова Поморської воєводської Консультативної ради діячів антикомуністичної опозиції й осіб, репресованих з політичних мотивів.
Анджей Осипув виступив ініціатором й організатором низки меморіальних акцій: встановлення пам'ятника Збіґнєву Герберту у Сопоті, меморіальної дошки Ришарду Куклінському у гданській Церкві Діви Марії, пам'ятників Рональду Рейгану й Івану Павлу II у гданському Приморському парку імені Рейгана меморіальної дошки на честь зустрічі Івана Павла II з молоддю у 1981 році, пам'ятника Анні Валентинович у Гданську.
На президентських виборах 2020 року Анджей Осипув підтримував Анджея Дуду проти Рафала Тшасковського. Виступив на боці Корнеля Моравецького у його полеміці з Богданом Лісом, про якого нагадав, що до опозиції той перебував у ПОРП.
27 листопада 2020 року опублікували заяву 65 ветеранів «Солідарності», серед яких Анджей Осипув й Анджей Розплоховський. Вони різко засудили учасників протестного руху проти заборони абортів. Особливе обурення авторів викликали нападки протестувальників на католицьку церкву й Івана Павла II. Вони закликали захистити спадщину «найкращого сина польського народу — святого Івана Павла», національну та релігійну традицію — основу польської свободи — від ворогів церкви та Польщі.
Нагороджено кількома орденами та медалями Республіки Польща.